# Amòrion
Amòrion (grec: Ἀμόριον, Amórion; àrab Ammuriyya, siríac Amurin) va ser una ciutat de Frígia fundada al segle i aC. Està situada al sud-est de Dorilèon i al sud-oest d'Ancira (Ankara). L'emperador Zenó la va fortificar cap a l'any 480.
L'any 644 (o 646 segons altres fonts) va patir el primer atac àrab. Abd-ar-Rahman ibn Khàlid hi va tornar el 666 i la va ocupar temporalment. El 669 altre cop va ser ocupada durant l'expedició de Yazid I a Constantinoble, però reconquerida pel general romà d'Orient Andreas. Muhàmmad Ibn Marwan i Màslama ibn Abd-al-Màlik ibn Marwan van ocupar temporalment altre cop Amòrion en una expedició el 708 i va derrotar davant la ciutat un exèrcit romà d'Orient. El 716 la van tornar a ocupar en l'expedició de Maslama contra Constantinoble, però en van ser expulsats un o dos anys després per Lleó l'Isauri, que la va fortificar.
L'any 741 s'hi va refugiar l'emperador Constantí V durant la revolta d'Artabasd. El 779 un atac àrab va poder ser rebutjat. El 797 una altra vegada va ser atacada sense èxit pels àrabs dirigits per al-Hasan ibn Kahtaba.
El 820 va ser proclamar emperador Miquel el Tartamut, que va fundar la dinastia d'emperadors anomenada amoriana o frígia. L'any 838, els armenis i àrabs van prendre represàlies contra els romans d'Orient, que havien atacat Armènia el 837 i van entrar al territori de l'Imperi Romà d'Orient, assetjant durant 12 dies Amòrion que finalment va ser ocupada i van dur a terme el saqueig d'Amòrion el 17 de Ramadà del 223 (16 d'agost del 838). Aquesta expedició la va dirigir personalment el califa al-Mutàssim. El 6 de març del 845 quaranta-dos presoners d'Amòrion van ser executats a Samarra i considerats màrtirs pels romans d'Orient. Al-Mutàssim va fer reconstruir la vila.
L'any 931 l'emir de Tars Thamal, va atacar la ciutat i va quedar malmesa. El 978 Bardes Escler va derrotar a Pankalea o Pankaleia, prop d'Amòrion, Bardes Focas, enviat contra ell.
L'any 1068 va patir les conseqüències del primer atac turc a la part central d'Anatòlia en què van saquejar Amòrion i Neocesarea. L'emperador Romà va entrar a Capadòcia i en va expulsar les bandes turques el 1069, però van tornar el 1071 després de la batalla de Mantziciert.
El 1116 estava en poder dels seljúcides que l'havien ocupat abans però en data no coneguda. Després desapareix i segurament es va convertir en una petita ciutat que el 1516, sota domini otomà, és esmentada con Hirsacik. El 1892 es va fundar a la rodalia la vila de Hisarkoy. Les ruïnes de l'antiga Amòrion les van trobar l'anglès Hamilton a 12 km a l'est d'Emirdağ (província d'Afyonkarahisar) prop dels llogarets d'Hamza Hacil i Hisar, a un lloc que els habitants anomenaven Hergan Kale, i ara són anomenades ruïnes d'Asar o Asar Kale.